# 英仙座V472
英仙座V472，又名BD+57 494，HD 12953、SAO 22959、HR 618，是英仙座的一颗恒星，视星等为5.67，位于銀經132.92，銀緯-2.94，其B1900.0坐标为赤經2h 1m 41.3s，赤緯+57° -2.94′ 52″。